# Rudi Sehring
Rudi Sehring (* 13. Juni 1930 in Langen (Hessen)) ist ein deutscher Jazzschlagzeuger.

## Leben und Wirken
Sehring wurde 1949 Mitglied der Joe Klimm Combo. 1953 wechselte er mit Albert Mangelsdorff ins Quintett von Hans Koller, spielte Mitte der 1950er u. a. mit Stan Getz, Lars Gullin, Lee Konitz, Zoot Sims und Bill Russo und hatte ein eigenes Trio mit Attila Zoller und dem Bassisten Johnny Fischer (Rhythm and Something More, Mod Records 1956). Als Mitglied der Frankfurt All Stars holte Albert Mangelsdorff ihn 1957 ins „Jazz-Ensemble des Hessischen Rundfunks“ (wo er 1958 u. a. an der Aufnahme der Die Opa Hirchleitner Story-LP beteiligt ist). Er wurde 1960 Mitglied des Tanz- und Unterhaltungsorchesters des Hessischen Rundfunks.
Sehring lebt heute zusammen mit seiner Frau im niedersächsischen Aurich.